# توکل‌آباد هنرمند
توکل‌آباد هنرمند، روستایی از توابع بخش مرکزی شهرستان بردسیر در استان کرمان ایران است.

## جمعیت
این روستا در دهستان گلزار قرار دارد و براساس سرشماری مرکز آمار ایران در سال ۱۳۸۵، جمعیت آن ۲۶ نفر (۵خانوار) بوده‌است.